# Regionalne Centrum Informatyki Gdynia
Regionalne Centrum Informatyki Gdynia im. ppłk. Ignacego Stanisława Szpunara – jednostka wojsk łączności i informatyki podlegająca Dowództwu Komponentu Wojsk Obrony Cyberprzestrzeni.

## Historia i tradycje
Regionalne Centrum Informatyki Gdynia swoją działalność rozpoczęło 1 stycznia 2018 r. na podstawie Decyzji Nr 1/Org./ISI Ministra Obrony Narodowej z dnia 31 sierpnia 2017 roku. Jednostkę utworzono na bazie przeformowanego Zespołu Zarządzania Wsparciem Teleinformatycznym w Gdyni.
Do 30 czerwca 2019 roku RCI Gdynia podporządkowane było Szefowi Inspektoratu Informatyki, a od 1 lipca 2019 roku podlega bezpośrednio pod Narodowe Centrum Bezpieczeństwa Cyberprzestrzeni z siedzibą w Warszawie.
Na podstawie Decyzji Ministra Obrony Narodowej Nr 67/MON z dnia 13 czerwca 2018 r. Regionalne Centrum Informatyki Gdynia:
- przejmuje i z honorem kultywuje dziedzictwo tradycji:
  - 2. Batalionu Morskiego (1937-1938),
  - 2. Morskiego Batalionu Strzelców (1938-1939),
  - 2. Morskiego Pułku Strzelców (1939),
  - Zespołu Zarządzania Wsparciem Teleinformatycznym w Gdyni (2014-2017).
- otrzymuje imię podpułkownika Ignacego Stanisława Szpunara.
- obchodzi swoje doroczne święto w dniu 17 czerwca[2].

Decyzją Nr 125/MON Ministra Obrony Narodowej z dnia 20 września 2018 r. wprowadzono odznakę pamiątkową oraz oznakę rozpoznawczą
Regionalnego Centrum Informatyki Gdynia.
11 października 2019 r. odbyła się ceremonia wręczenia sztandaru Regionalnemu Centrum Informatyki Gdynia. Sztandar, w imieniu Prezydenta RP wręczył sekretarz stanu w Ministerstwie Obrony Narodowej Tomasz Zdzikot. Rodzicami chrzestnymi sztandaru byli Wojciech Szczurek Prezydent Gdyni i Maria Balawejder – przedstawicielka rodziny patrona RCI Gdynia ppłk. Ignacego Szpunara.

Insygnia
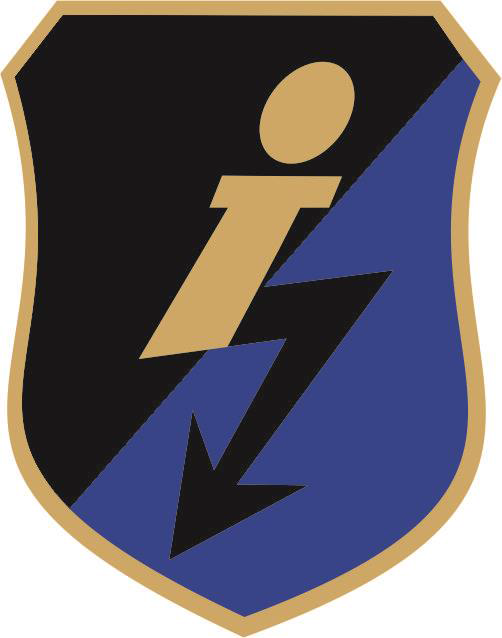
Oznaka rozpoznawcza na mundur wyjściowy
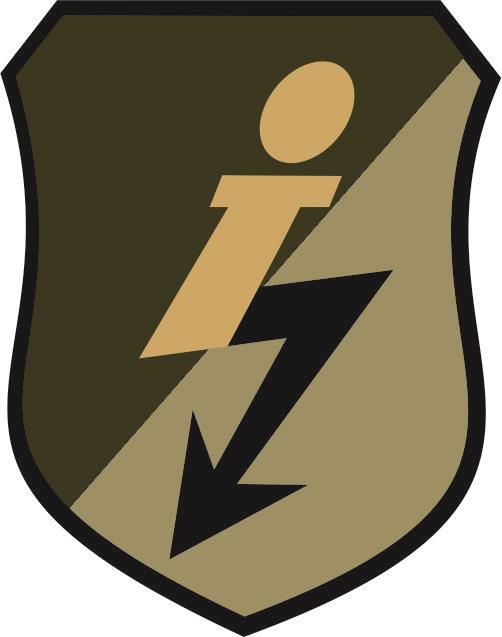
Oznaka rozpoznawcza na mundur polowy

## Zadania
Głównym zadaniem Regionalnego Centrum Informatyki Gdynia jest organizacja, zarządzanie i utrzymanie systemów łączności i informatyki jednostek wojskowych i instytucji cywilnych w rejonie polskiego wybrzeża oraz projektowanie, budowa i zabezpieczenie funkcjonowania systemów i sieci teleinformatycznych na potrzeby jednostek i instytucji Resortu Obrony Narodowej. RCI Gdynia administruje systemami informatycznymi, udziela wsparcia merytorycznego i technicznego administratorom i użytkownikom sieci, pełni stały nadzór nad infrastrukturą informatyczną oraz odpowiada za system zarządzania bezpieczeństwem teleinformatycznym w cyberprzestrzeni w wyznaczonym obszarze odpowiedzialności.
RCI Gdynia zabezpiecza działania jednostek wojskowych na morzu i na lądzie, wspiera bezpieczeństwo żeglugi, zapewniając ciągłość obserwacji technicznej wybrzeża przy współpracy ze Strażą Graniczną, poprzez Punkty Obserwacyjne rozmieszczone wzdłuż morskiej granicy państwa, tworzące brzegowy stacjonarny system obserwacji.
Ważnym zadaniem Centrum jest również zabezpieczanie niezawodnego funkcjonowania wszystkich systemów łączności dla Centrum Operacji Morskich – Dowództwa Komponentu Morskiego.
Sprzęt teleinformatyczny, którym dysponuje jednostka umożliwia utrzymywanie łączności z okrętami RP, wykonującymi zadania w ramach sił sojuszniczych oraz biorącymi udział w międzynarodowych ćwiczeniach na akwenach całego świata.

## Struktura
- Komenda
- Wydział Sieci Teleinformatycznych
- Wydział Informatycznych Systemów Zarządzania Wiedzą
- Wydział Informatycznych Systemów Zarządzania Zasobami
- Wydział Informatycznych Systemów Wsparcia Dowodzenia
- Wydział Systemów Bezpieczeństwa Teleinformatycznego i Ochrony Informacji Niejawnych
- Sekcja Komunikacji Społecznej
- Sekcja Zabezpieczenia Funkcjonowania Systemów Teleinformatycznych
- Sekcja Ogólna
- Sekcja Monitorowania Systemów Teleinformatycznych
- Rejon Wsparcia Teleinformatycznego Gdynia
- Rejon Wsparcia Teleinformatycznego Kołobrzeg
- Rejon Informacji Morskiej[6]